# Жордан Верету
Жорда́н Верету́ (фр. Jordan Veretout, нар. 1 березня 1993, Ансені) — французький футболіст, півзахисник «Ліона».

## Клубна кар'єра
Народився 1 березня 1993 року в місті Ансені. Потрапив до академії «Нанта» в 9 років і зіграв там за команди всіх віків. В основному складі клубу дебютував 13 травня 2011 року, в матчі проти «Седана». А свій перший гол за «Нант» він забив у матчі Кубку ліги проти «Реймса», який закінчився перемогою «канарок» у додатковий час з рахунком 1:0. У жовтні 2011 він продовжив свій контракт з клубом до 2015 року. Всього за рідний клуб провів чотири сезони, взявши участь у 130 матчах чемпіонату. Більшість часу, проведеного у складі «Нанта», був основним гравцем команди.
31 липня 2015 року перейшов у англійську «Астон Віллу» за 9,9 мільйона євро. 8 серпня 2015 року дебютував за клуб у матчі Прем'єр-ліги проти «Борнмута» (1:0). Всього за сезон зіграв у 29 матчах, але клуб зайняв останнє місце і вилетів у Чемпіоншип.
23 серпня 2016 року Верету на правах оренди був права викупу приєднався до «Сент-Етьєна», в якому забив чотири голи за сорок три матчі у всіх змаганнях з французьким клубом, після чого повернувся до «вілланів» наприкінці сезону.
25 липня 2017 року Жордан за 7 млн євро перейшов у італійську «Фіорентину». Протягом двох сезонів був гравцем основного складу «фіалок», провівши за цей час 75 матчів, забивши 15 м'ячів.
20 липня 2019 року перейшов до «Роми» на умовах оренди з обов'язковим подальшим викупом за 17 мільйонів євро. 2022 року француз допоміг команді виграти дебютний розіграш Ліги конференцій, зігравши в тому числі і у фінальному матчі проти «Феєнорда» (1:0). Загалом був гравцем «основи» римського клубу протягом трьох сезонів, взявши участь у 131 грі в усіх турнірах.
5 серпня 2022 року уклав трирічний контракт з «Олімпіком» (Марсель), якому трансфер півзахисника обійшовся орієнтовно в 11 мільйонів євро.
4 вересня 2024 року перейшов у «Ліон», підписавши контракт до літа 2026 року.

## Виступи за збірні
2010 року дебютував у складі юнацької збірної Франції, взяв участь у 20 іграх на юнацькому рівні, відзначившись 3 забитими голами. Зі збірною до 19 років був учасником юнацького чемпіонату Європи 2012 року, що проходив у Естонії. На турнірі він відіграв 4 матчі і забив 1 гол у матчі групового етапу проти англійців (1:2).
Протягом 2012—2013 років залучався до складу молодіжної збірної Франції. На молодіжному рівні зіграв у 24 офіційних матчах, забив 2 голи. У 2013 році зі збірною до 20 років став переможцем молодіжного чемпіонату світу, що проходив у Туреччині.
26 серпня 2021 року головний тренер національної збірної Франції Дідьє Дешам вперше викликав Верету для участі в матчах відбіркового турніру до чемпіонату світу 2022 року проти збірних Боснії і Герцеговини, України та Фінляндії. 1 вересня 2021 року дебютував у збірній Франції в домашньому матчі проти Боснії і Герцеговини, вийшовши в стартовому складі.
Наступного місяця Верету поїхав з командою і на Фінал чотирьох Ліги націй УЄФА, де в обох матчах виходив на заміну у компенсований час і допоміг французам виграти цей трофей вперше у історії.

## Статистика виступів

### Статистика клубних виступів
Станом на 21 серпня 2022 року
| Сезон                  | Команда                | Чемпіонат              | Чемпіонат | Чемпіонат | Національний кубок | Національний кубок | Національний кубок | Континентальні кубки | Континентальні кубки | Континентальні кубки | Інші змагання | Інші змагання | Інші змагання | Усього | Усього |
| Сезон                  | Команда                | Ліга                   | Ігор      | Голів     | Ліга               | Ігор               | Голів              | Ліга                 | Ігор                 | Голів                | Ліга          | Ігор          | Голів         | Ігор   | Голів  |
| ---------------------- | ---------------------- | ---------------------- | --------- | --------- | ------------------ | ------------------ | ------------------ | -------------------- | -------------------- | -------------------- | ------------- | ------------- | ------------- | ------ | ------ |
| 2010–11                | «Нант»                 | Л2                     | 1         | 0         | КФ+КЛ              | 0+0                | 0                  | -                    | -                    | -                    | -             | -             | -             | 1      | 0      |
| 2011–12                | «Нант»                 | Л2                     | 35        | 6         | КФ+КЛ              | 1+3                | 0                  | -                    | -                    | -                    | -             | -             | -             | 39     | 6      |
| 2012–13                | «Нант»                 | Л2                     | 31        | 0         | КФ+КЛ              | 1+1                | 0+1                | -                    | -                    | -                    | -             | -             | -             | 33     | 1      |
| 2013–14                | «Нант»                 | Л1                     | 27        | 1         | КФ+КЛ              | 1+3                | 0                  | -                    | -                    | -                    | -             | -             | -             | 31     | 1      |
| 2014–15                | «Нант»                 | Л1                     | 36        | 7         | КФ+КЛ              | 3+1                | 0                  | -                    | -                    | -                    | -             | -             | -             | 40     | 7      |
| Усього за «Нант»       | Усього за «Нант»       | Усього за «Нант»       | 130       | 14        |                    | 14                 | 1                  |                      | -                    | -                    |               | -             | -             | 144    | 15     |
| 2015–16                | «Астон Вілла»          | ПЛ                     | 25        | 0         | КА+КЛ              | 2+2                | 0                  | -                    | -                    | -                    | -             | -             | -             | 29     | 0      |
| 2016–17                | «Сент-Етьєн»           | Л1                     | 35        | 3         | КФ+КЛ              | 1+0                | 1+0                | ЛЄ                   | 7                    | 0                    | -             | -             | -             | 43     | 4      |
| 2017–18                | «Фіорентина»           | A                      | 36        | 8         | КІ                 | 2                  | 2                  | -                    | -                    | -                    | -             | -             | -             | 38     | 10     |
| 2018–19                | «Фіорентина»           | A                      | 33        | 5         | КІ                 | 4                  | 0                  | -                    | -                    | -                    | -             | -             | -             | 37     | 5      |
| Усього за «Фіорентину» | Усього за «Фіорентину» | Усього за «Фіорентину» | 69        | 13        |                    | 6                  | 2                  |                      |                      |                      |               |               |               | 75     | 15     |
| 2019–20                | «Рома»                 | A                      | 33        | 6         | КІ                 | 2                  | 0                  | ЛЄ                   | 8                    | 1                    | -             | -             | -             | 43     | 7      |
| 2020–21                | «Рома»                 | A                      | 29        | 10        | КІ                 | 1                  | 0                  | ЛЄ                   | 8                    | 1                    | -             | -             | -             | 38     | 11     |
| 2021–22                | «Рома»                 | A                      | 36        | 4         | КІ                 | 2                  | 0                  | ЛК                   | 12                   | 0                    | -             | -             | -             | 50     | 4      |
| Усього за «Рому»       | Усього за «Рому»       | Усього за «Рому»       | 98        | 20        |                    | 5                  | 0                  |                      | 28                   | 2                    |               | -             | -             | 131    | 22     |
| 2022–23                | «Марсель»              | Л1                     | 3         | 0         | КФ                 | 0                  | 0                  | ЛЧ                   | 0                    | 0                    | -             | -             | -             | 3      | 0      |
| Усього за кар'єру      | Усього за кар'єру      | Усього за кар'єру      | 360       | 50        |                    | 30                 | 4                  |                      | 35                   | 2                    |               | -             | -             | 425    | 56     |

### Статистика виступів за збірну
Станом на 30 листопада 2022 року
| Дата       | Місто     | Господарі | Результат | Гості                | Турнір                               | Голи | Примітки |
| ---------- | --------- | --------- | --------- | -------------------- | ------------------------------------ | ---- | -------- |
| 1-9-2021   | Страсбург | Франція   | 1 – 1     | Боснія і Герцеговина | Відбір до ЧС 2022                    | -    | 30' 53'  |
| 4-9-2021   | Київ      | Україна   | 1 – 1     | Франція              | Відбір до ЧС 2022                    | -    | 83'      |
| 7-10-2021  | Турин     | Бельгія   | 2 – 3     | Франція              | Ліга націй УЄФА 2020-2021 - півфінал | -    | 90+6'    |
| 10-10-2021 | Мілан     | Іспанія   | 1 – 2     | Франція              | Ліга націй УЄФА 2020-2021 - Фінал    | -    | 90+2'    |
| 16-11-2021 | Гельсінкі | Фінляндія | 0 – 2     | Франція              | Відбір до ЧС 2022                    | -    | 86'      |
| 30-11-2022 | Ер-Раян   | Туніс     | 1 – 0     | Франція              | ЧС 2022 - груповий етап              | -    | 63'      |
| Усього     |           | Матчів    | 6         |                      | Голів                                | 0    |          |

| Дата       | Місто     | Господарі | Результат | Гості      | Турнір                             | Голи | Примітки |
| ---------- | --------- | --------- | --------- | ---------- | ---------------------------------- | ---- | -------- |
| 13-8-2013  | Фрайбург  | Німеччина | 0 – 0     | Франція    | Товариський матч                   | -    | 71'      |
| 10-10-2013 | Єреван    | Вірменія  | 1 – 4     | Франція    | Кваліфікація молодіжного Євро-2015 | -    |          |
| 14-10-2013 | Рейк'явік | Ісландія  | 3 – 4     | Франція    | Кваліфікація молодіжного Євро-2015 | -    |          |
| 14-11-2013 | Сен-Дені  | Франція   | 6 – 0     | Вірменія   | Кваліфікація молодіжного Євро-2015 | -    | 66'      |
| 18-11-2013 | Сен-Дені  | Франція   | 1 – 1     | Нідерланди | Товариський матч                   | -    | 56'      |
| 4-3-2014   | Ле-Ман    | Франція   | 1 – 0     | Білорусь   | Кваліфікація молодіжного Євро-2015 | -    |          |
| 2-6-2014   | Сен-П'єр  | Франція   | 6 – 0     | Сінгапур   | Товариський матч                   | -    | 58'      |
| 8-9-2014   | Осер      | Франція   | 1 – 1     | Ісландія   | Кваліфікація молодіжного Євро-2015 | -    |          |
| 17-11-2014 | Брест     | Франція   | 3 – 2     | Англія     | Товариський матч                   | -    |          |
| Усього     |           | Матчів    | 9         |            | Голів                              | 0    |          |

## Титули і досягнення
- Віцечемпіон світу (1):

Франція: 2022
- Переможець Ліги конференцій УЄФА (1):

«Рома»: 2021/22
- Переможець Ліги націй УЄФА (1):

Франція: 2020/21
- Чемпіон світу серед молоді (1):

Франція U-20: 2013